# Nymphodore de Syracuse
Nymphodore de Syracuse, en grec ancien Νυμφόδωρος, est un historien et chroniqueur grec du IVe siècle avant notre ère, contemporain de Philippe II et Alexandre le Grand. Quelques fragments de ses écrits ont été publiés dans les Fragmenta historicorum graecorum de la collection Didot 

## Notice Biographique
Il exerça une magistrature à Syracuse et a composé des ouvrages sur les Merveilles de la Sicile, Sur les Législations Barbares en au moins trois livres, et un Périple ou description des côtes de la Méditerranée. Tous ses écrits originaux sont perdus.

## Biographie
- Athénée, Deipnosophistes [détail des éditions] (lire en ligne), Livre XIII (55).